# Thomas Moy
Thomas William Moy (✰ Londres, 1823;  ✝ Londres, 1910) foi um engenheiro, agente de patentes e pioneiro da aviação inglês.
Ele ficou mais conhecido por ter criado o seu "Vapor Aéreo".

## Biografia
Moy Nasceu em Liberty of the Rolls um bairro de Londres, por volta de 1923. No censo de Islington de 1851, ele foi citado cmo morando com sua esposa Henrietta e sua filha de seis meses e descrito como um funcionário de cartório de 28 anos de idade. Em 1881 Moy estava vivendo em Camberwell, um outro bairro de Londres, e foi descrito como um engenheiro civil de 58 anos. Em 1901 ele continuava vivendo em Camberwell mas foi descrito como um engenheiro mecânico e agente de patentes de 78 anos; ainda morando com a esposa, mas ela faleceu poucos meses depois do censo. Moy morreu em 1910.

## Contribuição para a aviação
A introdução de Moy à aeronáutica foi através do balonismo mas logo ficou interessado no voo doas "mais pesados que o ar", e executou alguns experimentos com [[Sustentação (aerodinâmica)|superfícies de sustentação rebocando-as no Surrey Canal em 1861.
Moy foi um dos primeiros membros da Aeronautical Society of Great Britain (mais tarde Royal Aeronautical Society), fundada em 1866, e apresentou vários trabalhos nas suas reuniões, incluindo um em 1869 descrevendo o voo ascendente dos albatrozes ao vento.
Seu trabalho mais conhecido, o "Vapor Aéreo", foi construído em 1874 e testado em Crystal Palace no Sul de Londres em julho de 1875, com sucesso limitado: o historiados da aviação, Charles Gibbs-Smith, credita a esta máquina um breve voo, erguendo-se a cerca de 15 cm do solo. A Aeronautical Society a descreveu como "uma das mais importantes tentativas de resolver o problema de voo motorizado que já tivesse ocorrido". Pouco depois do primeiro teste a máquina foi danificada por uma tempestade. Moy a reconstruiu com várias modificações, mas depois de alguns testes o projeto foi abandonado devido a falta de verba. Ele também esteve envolvido numa disputa de patentes com o Sr. Shill, o engenheiro que havia trabalhado com ele no desenvolvimento da máquina.
Em 1879 ele demonstrou a Pipa Militar num dos encontros da Aeronatical Society. Esse modelo usava um motor à elástico, capaz de decolar por seus próprios meios.
Por volta de 1901, Moy estava fazendo experimentos com ornitópteros montados em trilhos inclinados em Farnborough, Kent.
Em março de 1904, Moy fez uma apresentação na Aeronatical Society sobre a mecânica do voo, depois dessa apresentação, o presidente anunciou:
Nós temos aqui algumas fotografias que ilustram e descrevem os experimentos com planadores efetuados pelos irmãos Wright ... A maioria de vocês sabe sobre os irmão Wright ... como eles tem construído planadores muito bons e como recentemente eles tem instalado motores às suas máquinas e tiveram êxito em fazê-las decolar

### O vapor aéreo

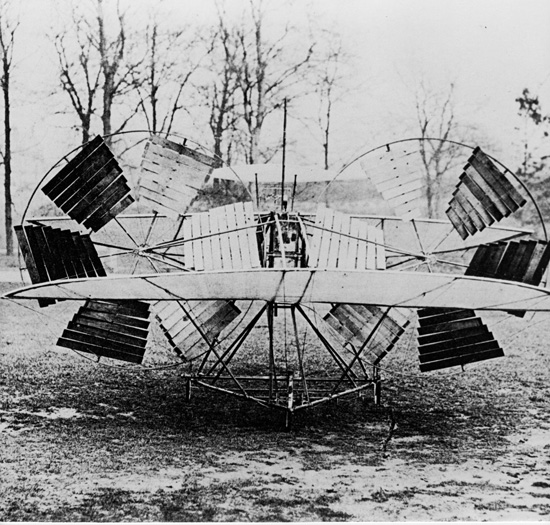
O Vapor Aéreo, com as hélices da primeira versão.

O Vapor Aéreo, algumas vezes chamado de Vapor Aéreo Moy-Shill, foi uma aeronave não tripulada com asas em tandem equipado com um motor a vapor de 3 hp usando álcool etílico desnaturante como combustível. Ele era equipado com um par de hélices de seis pás entre as duas asas de bambu recobertas com linho esticado, das quais a traseira tinha uma envergadura de 4,27 m e área de 5,9 m², e a frontal era um pouco menor, com área de 4,6 m². Uma terceira e menor superfície era montada na traseira e usada como controle secundário. A aeronave tinha 4,27 m de comprimento e pesava cerca de 98 kg, destes 36 kg eram do motor, e se apoiava em três rodas. O primeiro conjunto de hélices usado por Moy era feito de lâminas de madeira encaixadas em seis hastes, mas esse conjunto foi substituído por hélices feitas com tecido esticado antes do teste de voo. As hélices eram equipadas com um mecanismo projetado para alterar a orientação das lâminas em relação ao seu eixo, aumentando a força de sustentação.
Essa máquina foi testada amarrada a uma fonte ornamental no Crystal Palace no Sul de Londres em junho de 1875, num voo circular de cerca de 90 m de diâmetro. O primeiro teste levantou muita poeira e cascalho mas conseguiu muito pouco. Uma cobertura de madeira foi colocada sobre o cascalho e uma segunda tentativa foi feita: mais tarde Moy falou à Octave Chanute que ele não atingiu uma velocidade maior que 19 km/h e não levantou voo. Moy havia calculado que uma velocidade de cerca de 56 km/h seria necessária. Apesar disso, ele recebeu o crédito de ser a primeira aeronave motorizada a vapor a se erguer do solo pelos seus próprios meios pelo historiador Charles Gibbs-Smith.
Logo depois disso, o "Vapor Aéreo" sofreu muitos danos em uma tempestade. Moy o reconstruiu, com as hélices maiores (com 3,66 m) e agora girando sobre um eixo vertical, na verdade transformando a máquina num helicóptero. Nessa configuração, o seu peso era de 84 kg. Ele testou o modelo secretamente, e acredita-se que suspenso por contrapesos de 30 kg as "rodas aéreas" (como Octave Chanute as chamava) conseguiu sair do chão, gerando 54 kg de sustentação.

### A pipa militar
Em 1879 Moy demonstrou a sua "pipa militar" num encontro da Royal Aeronautical Society. Ela era um pequeno modelo de aeronave equipada com um par de hélices movidas à elástico que giravam em direções opostas. Ela tinha duas superfícies de sustentação como o "vapor aéreo", porém mais perecidas com uma aeronave moderna, com uma superfície de sustentação principal montada na frente e uma secundária com metade da envergadura e um quarto da área. As superfícies em forma de arco eram feitas de cambraia, estavam montadas em diedro com ângulo de incidência ajustável e fixadas a uma estrutura central em forma de caixa feita de madeira. Diferente do Planophore de 1871 de Alphonse Pénaud que precisava ser lançado manualmente, a "Pipa Militar" podia decolar usando sua própria potência.